# Дано, Линда
Линда Дано (англ. Linda Dano; род. 12 мая 1943, Лонг-Бич, Калифорния) — американская актриса мыльных опер, а также писатель и предприниматель. Дано сыграла множество ролей в прайм-тайм, а также появилась в нескольких кинофильмах в начале карьеры, но известность получила благодаря работе в дневных мыльных операх. Её первая роль в дневном эфире была в «Одна жизнь, чтобы жить», где она играла Гретель Каммингс с 1978 по 1980 год. Наиболее продолжительная роль у неё была в «Другой мир», где она играла писательницу Филицию Гэлланд с 1982 по 1999 год, вплоть до закрытия мыла. В 1993 году Дано получила дневную премию «Эмми» за свою работу в «Другой мир» и в разные годы неоднократно номинировалась на награду.
В 1999 году, когда «Другой мир» был закрыт, Дано стала первой в истории дневного телевидения актрисой, кто регулярно снимался сразу в четырёх мыльных операх одновременно в одной и той же роли. Ими стали «Все мои дети», «Порт Чарльз», «Главный госпиталь» и «Одна жизнь, чтобы жить», где она играла Гретель, впервые появившуюся в «Одна жизнь, чтобы жить» двумя десятилетиями ранее.
Дано хорошо известна как писатель и регулярный автор статей о моде для журнала «Дайджеста мыльных опер». В дополнение к этому она выпустила две книги с советами по стилю в конце девяностых.

## Избранная фильмография
- Одна жизнь, чтобы жить (1978—1980, 1999—2004)
- Как вращается мир (1981—1982)
- Другой мир (1982—1999)
- Все мои дети (1999—2000)
- Порт Чарльз (2000)
- Главный госпиталь (2000—2003)
- Направляющий свет (2005)
- Отчаянные домохозяйки / Desperate Housewives (2005) — Франсин Уильямс